# Cathédrale Saint-Anschaire de Copenhague
Pour la cathédrale luthérienne, voir Cathédrale Notre-Dame de Copenhague.
La cathédrale Saint-Anschaire ou Saint-Ansgar (Sankt Ansgars Domkirke) est la cathédrale du diocèse catholique de Copenhague qui regroupe tout le royaume du Danemark. Cette petite cathédrale modeste de dimensions est placée sous le patronage de saint Anschaire (Ansgar en danois).

## Historique
Une petite chapelle catholique construite en 1764 et financée par l'impératrice Marie-Thérèse se trouvait autrefois à son emplacement et servait au personnel diplomatique.
Lorsque le culte catholique se libéralise au Danemark pour les étrangers, la nécessité de nouvelles églises s'est fait jour. L'édifice actuel a été construit selon les plans de l'architecte allemand installé au Danemark Gustav Friedrich Hetsch. C'était alors l'un des architectes les plus réputés du royaume. La première pierre est bénite en 1840 et l'édifice est consacré le 1er novembre 1842, jour de la Toussaint. Au départ elle est placée sous le patronage du Christ-Sauveur, ce qu'explique l'inscription latine de la façade Christo redemptori sacrum, puis elle est mise sous le vocable de saint Anschaire, apôtre des Scandinaves et patron du Danemark.
L'église de briques rouges est construite en style néoclassique et elle est financée par des familles catholiques locales. C'est au début une simple église paroissiale qui sert exclusivement aux étrangers. Mais finalement l'interdiction aux Danois de suivre le culte catholique est levée en 1849 et l'église joue alors un rôle important, notamment grâce aux missionnaires autrichiens et allemands.
Pie IX élève le Danemark au rang de préfecture apostolique en 1868, puis Léon XIII à celui de vicariat apostolique en 1892. Lorsqu'enfin le Danemark devient diocèse, l'église accède au statut de cathédrale diocésaine en 1953 sous Pie XII, même si elle remplissait cette fonction depuis un siècle. Un petit clocher a été érigé en 1943. Il comporte trois cloches, dont la plus grosse porte le nom du Sauveur (fa), la moyenne est dédiée à saint Anschaire (la) et la petite à la Vierge Marie (si).
La cathédrale est restaurée en 1988-1992 par Vilhelm Wohlert.

## Dimensions et intérieur
La cathédrale mesure 31 mètres de longueur, 31 mètres de largeur et peut accueillir trois cents fidèles. C'est donc une église de dimensions modestes.
On remarque encore des bancs avec les armes des Habsbourgs. La cathédrale possède un certain nombre d'œuvres d'art (mobilier, tableaux ou sculptures) qui ne sont pas toutes présentées ici au public et dont certaines sont dispersées dans d'autres églises du diocèse.
L'orgue actuel de la maison Starup a été installé en 1995 et provient de la chapelle de l'institution Notre-Dame-de-Sion d'Østerbro. Il remplace un ancien orgue de la maison Marcussen.
Le tableau du maître-autel est de la main de Leopold Kupelwieser, professeur à l'académie des beaux-arts de Vienne et a été offert personnellement par l'empereur Ferdinand Ier d'Autriche. Le maître-autel ancien a été ôté et remplacé par un autel qui permet de célébrer face au peuple.
L'abside est construite en 1864-1865 par Joseph Settegast (de) professeur d'architecture à Düsseldorf en respectant les plans initiaux de Gustav Friedrich Hetsch.
Sur le cul-de-four au fond bleu de cobalt, Settegast a peint la Trinité avec Dieu le Père bénissant et le Saint-Esprit sous la forme d'une colombe, entourés de chérubins ; plus bas, entouré d'une mandorle, le Christ en gloire avec le Sacré-Cœur sur la poitrine et portant la croix, les douze apôtres de chaque côté de lui. Séparée par une moulure bleue avec cannelures dorées, la partie médiane de l'abside est décorée de fresques représentant sept saints sur fond d'or, de gauche à droite, se trouvent saint Ketille, saint Knut, saint Anschaire de Brême, au milieu, une Vierge en majesté, saint Knud Lavard, saint Guillaume de Paris et sainte Brigitte de Suède.

## Source
- (de) Cet article est partiellement ou en totalité issu de l’article de Wikipédia en allemand intitulé « Domkirche St. Ansgar (Kopenhagen) » (voir la liste des auteurs).